# Adeloidea
Super-famille
Synonymes
- Incurvarioidea Spuler, 1898

Les Adeloidea sont une super-famille de lépidoptères (papillons) de petite taille. Certains auteurs citaient cette super-famille sous le nom d'Incurvarioidea.

## Liste des familles
Elle est composée des cinq familles suivantes :
- Heliozelidae Heinemann & Wocke, 1876
- Adelidae Bruand, 1850
- Incurvariidae Spuler, 1898
- Cecidosidae Bréthes, 1916
- Prodoxidae Riley, 1881